# هرایر هواکیمیان
هرایر ساهاکی هواکیمیان (ارمنی: Հակոբ Սահակի Հովակիմյան؛ با نام اصلی هاکوب ساهاکی هواکیمیان (ارمنی: Հակոբ Սահակի Հովակիմյան؛ زادهٔ ۱۳ مهٔ ۱۹۵۳) جراح اهل ارمنستان است.

## تحصیلات
- ۱۹۷۷ - فارغ‌التحصیلی از دانشکده پزشکی دانشگاه حلب
- ۱۹۷۷ تا ۱۹۸۴ - گذراندن مجدد دورهٔ پزشکی در دانشگاه بکمن در نیویورک
- ۱۹۸۴ تا ۱۹۸۸ - گذراندن دورهٔ تخصص در بیمارستان سنت وینسنت در اورگن (در رشتهٔ جراحی قلب و ریه)
- ۱۹۸۸ تا ۱۹۸۹ - گذراندن دورهٔ فوق‌تخصص در بیمارستان کودکان فیلادلفیا

## حرفه
- ۱۹۹۰ - مشارکت در ساخت دستگاه تپش‌زای "Biotronic EDP-30"
- ۱۹۹۲ تا ۱۹۹۳ - فعالیت در انستیتو جراحی میکائلیان در ایروان
- ۱۹۹۳ - پایه‌گذاری بخش جراحی قلب کودکان در "مرکز پزشکی نورک-ماراش"
- ۱۹۹۶ - تأسیس یک بخش جراحی قلب برای بزرگسالان
- جراح ارشد قلب در مرکز پزشکی نورک-ماراش
- آموزش تعداد زیادی از پزشکان ارمنستانی در زمینه جراحی قلب

## جوایز و افتخارها
- شهروند افتخاری ایروان (۱۹۹۷)
- پزشک افتخاری فرهنگستان ملی علوم ارمنستان (۱۹۹۹)
- عضو انجمن‌های تعدادی از شرکت‌های پزشکی خارجی
- رتبه اول جراحی دستگاه تنفس، دانشگاه پزشکی اورگن.
- نشان مسروپ ماشتوتس مقدس (۲۰۰۸)[۱]
- مدال درجه دو «خدمت به سرزمین پدری» (ارمنستان) (۲۰۱۴)[۲]
- کسب عناوین قهرمان ملی ارمنستان، و نشان «خدمت به سرزمین پدری» (۲۰۲۰) - به‌خاطر سال‌ها فعالیت فداکارانه برای نجات جان بیماران